# Березовский, Вадим Леонидович
Вади́м Леони́дович Березо́вский (21 марта 1929, Киев — 8 апреля 2013, Северодвинск) — советский военный моряк-подводник и военачальник, Герой Советского Союза (30.03.1970). Контр-адмирал (4.11.1973).

## Биография
Вадим Березовский родился 21 марта 1929 года в Киеве в семье служащего. Украинец. В годы Великой Отечественной войны был эвакуирован в Чкаловскую (ныне Оренбургская) область, где одновременно с учёбой работал прицепщиком и учеником тракториста в подсобном хозяйстве 53-го запасного стрелкового полка. Окончил 10 классов Саратовского военно-морского подготовительного училища (учился там с 1945 по 1948 годы).
В Военно-Морском Флоте — с августа 1948 года. В 1952 году окончил Черноморское высшее военно-морское училище имени П. С. Нахимова, в 1953 году — Высшие специальные классы офицерского состава подводного плавания и противолодочной обороны Учебный отряд подводного плавания и противолодочной обороны имени С. М. Кирова. В 1954 году вступил в КПСС. Служил на дизельных подводных лодках (ПЛ) Северного флота: с января 1953 года — командир рулевой группы ПЛ «С-43», с октября 1953 — командир БЧ-1 там же, с сентября 1955 — старший помощник командира ПЛ «С-195», с мая 1957 – командир дизельной ПЛ «С-266». Также в 1955 году окончил Высшие специальные офицерские классы ВМФ.
В феврале 1960 года был назначен командиром строящейся атомной подводной лодки (АПЛ) проекта 658 «К-40» (339-я отдельная бригада подводных лодок). Корабль вступил в состав Северного флота в мае 1962 года, а уже по итогам 1962 года ему было присвоено звание отличного корабля.
В 1964 году именно этот корабль под командованием В. Л. Березовского первый из советских ракетных подводных атомоходов вышел на боевую службу. С 14 марта по 17 апреля 1964 года подлодка участвовала в учениях ВМФ СССР «Ограда», проводимых в Норвежском море и Северной Атлантике. Сохранив скрытность плавания, «К-40» прошла за время похода 6582,4 мили, из них в подводном положении 6553,7 мили. Экипаж поставленные командованием задачи выполнил успешно, показав при этом отличную морскую выучку.
В апреле 1964 года капитан 2-го ранга В. Л. Березовский был назначен командиром строящейся головной АПЛ проекта 667А (заводской № 420), которая с тактическим номером «К-137» была 5 ноября 1967 года включена в состав боевого ядра флота. За время строительства и испытаний этого РПК СН его командир В. Л. Березовский внёс целый ряд рационализаторских предложений, а 14 декабря 1968 года вывел его из губы Сайда на первую боевую службу, которая была завершена на оценку «отлично» 29 января 1969 года.
из наградного листа В. Л. Березовского:

… В период приёмки корабля [РПКСН «К-137»] от промышленности и проведения государственных испытаний личным составом ПЛ под командованием В. Березовского впервые на данном проекте лодок были выполнены три ракетных стрельбы новыми образцами ракет из подводного положения с различным количеством ракет в залпе и шесть торпедных стрельб разными типами торпед.

За успешное выполнение заданий командования при освоении новой военной техники и проявленные при этом мужество и отвагу Указом Президиума Верховного Совета СССР от 30 марта 1970 года капитану 1-го ранга Березовскому Вадиму Леонидовичу присвоено звание Героя Советского Союза с вручением ордена Ленина и медали «Золотая Звезда» (№ 10724).
С января 1969 года — заместитель командира дивизии атомных подводных лодок Краснознамённого Северного флота. В 1970 году окончил Академические курсы офицерского состава при Военно-морской академии. В сентябре 1970 года назначен командиром 339-й отдельной бригады строящихся атомных подводных лодок Беломорской военно-морской базы Северного флота. С октября 1974 года служил уполномоченным Балтийской группы Постоянной комиссии государственной приёмки кораблей, с марта 1976 года — заместителем командующего 11-й флотилией подводных лодок Краснознамённого Северного флота. С августа 1979 года — начальник 1-го научно-исследовательского полигона ВМФ (Суурпеа, Эстонская ССР). С июня 1989 года контр-адмирал Березовский В. Л. — в запасе.
С 1989 года жил в Эстонской ССР, с 1992 года проживал в городе Северодвинске Архангельской области.
Вадим Леонидович Березовский скончался 8 апреля 2013 года в возрасте 84-х лет, похоронен в Северодвинске.

## Награды
- Герой Советского Союза (30.03.1970)
- Орден Ленина (30.03.1970)
- Орден Красного Знамени (1968)
- Орден «За службу Родине в Вооружённых Силах СССР» 3-й степени (1975)
- ряд медалей СССР

## Сочинения
- Березовский В. Л. По местам стоять к всплытию! Флотские были. — Северодвинск, 2002. — 215 с. — ISBN 5-7536-0115-4.
- Березовский В. Л. Адмирал даёт «добро». Флотские были. — Северодвинск: Северодвинская типография, 2005. — 191 с. — ISBN 5-7536-0148-0.
- Березовский В. Л. Держать глубину! Флотские были. – Северодвинск, 2009.

## Семья
- Отец — Леонид Александрович Березовский (1900—1984).
- Мать — Зинаида Владимировна Березовская (1902—1990).
- Первая жена — Еликанида Алексеевна Березовская (дев. Алферьева; 1928—1974).
- Вторая жена — Римма Егоровна Кошуняева (1936—2012).
- Сыновья: Леонид Вадимович (р. 1955), Андрей Вадимович (р. 1961 — умер).
- Внуки: Светлана Леонидовна (р. 1977), Вадим Леонидович (р. 1983), Василий Леонидович (р. 1988)[значимость факта?].